# Keleti-kőfejtő 17. sz. barlang
A Keleti-kőfejtő 17. sz. barlang Budapest III. kerületében, a Duna–Ipoly Nemzeti Parkban lévő Budai Tájvédelmi Körzetben található egyik barlang.

## Leírás
A budai termálkarszt keleti részén, a Mátyás-hegy délkeleti, felhagyott, kétszintes kőfejtőjének az alsó bányaszintjén, az alsó bányaudvar nyugati, bal oldali részén van a bejárata. A Keleti-kőfejtő 17. sz. barlang a Keleti-kőfejtő 8. sz. barlang közelében található. A bejárata természetes jellegű, de bányászat miatt nyílt meg, szabálytalan alakú és vízszintes tengelyirányú. A hévizes eredetű barlang kilenc méter hosszú. A megtekintéséhez engedély és barlangjáró alapfelszerelés szükséges. Könnyen járható.
A Keleti-kőfejtő 17. sz. barlang név a barlang 2005-ben szerkesztett térképein lett először feltüntetve. Előfordul a Keleti-kőfejtő 17. sz. barlang az irodalmában 17-es barlang (Acheron 1993), 17-es-barlang (Fehér, Fritz 1995), 17-es felszakadás (Acheron 1993), BTI 17-es-barlang (Fehér, Fritz 1995), DK-i kőfejtő 17 sz. barlang (Acheron 1993), Keleti-kőfejtő 16–17. sz. barlangja (Leél-Őssy 1995), Keleti-kőfejtő 16-17. sz. barlangja (Leél-Őssy 1995) és Malac-barlang (Fehér 1994) neveken is.

## Kutatástörténet
Az Acheron Barlangkutató Szakosztály tagjai 1993-ban foglalkoztak a barlangfeltárási szempontból még mindig biztató kőbánya vizsgálatával, és kutatták a kőbányában lévő, már ismert barlangokat. Folytatták az előző évben kibontott 17-es felszakadásban a kutatóakna mélyítését lefelé. Viszont 1 m után nagyon kemény, cementált, ismeretlen összetételű kitöltés zárta le az akna alját. Későbbre halasztották annak további bontását. A terepen végzett munkák során elkészült a kőbánya minden barlangindikációjának felmérése. Szabó Zoltán 1993-ban felmérte a barlangot, majd a felmérés adatainak felhasználásával megrajzolta a Keleti-kőfejtő 17. sz. barlang hossz-szelvény térképét. Az 1993. évi szakosztályi jelentés szerint a barlang 3 m hosszú. A jelentésben van egy olyan helyszínrajz, amelyen a kőfejtő barlangjainak elhelyezkedése látszik. A helyszínrajzon jelölve van a Keleti-kőfejtő 17. sz. barlang helye. A kéziratba bekerült a barlang hossz-szelvény térképe.
Fehér Katalin és csoportjának tagjai 1994-ben, a kőbánya felmérésekor találtak egy addig ismeretlen barlangot, amely az alsó bányaudvar Ny-i oldalában, a Keleti-kőfejtő 8. sz. barlang és a 20-as objektum között helyezkedik el. Malac-barlangnak lett elnevezve. További vizsgálatot igényelnek a barlang képződményei. A barlang bontása több ponton lehetséges. Azt tervezték, hogy a következő évben megint kutatják a barlangot. A DK-i kőfejtő digitalizált szpeleotopográfiai térképének elkészítéséhez szükséges adatgyűjtéskor (amelyet 1994-ben és 1995-ben végeztek), két alkalommal mért magasságot a Pagony Barlangkutató Csoport a bányatalpon lévő barlangbejárat null pontjára.
1995-ben készült el a kőfejtő szpeleotopográfiai térképe, amely 1:1000 méretarányban mutatja be a kőfejtőt. A térképen látszik a barlang elhelyezkedése és alaprajza. A barlang DK/17 jelzéssel van jelölve a térképen. A csoport 1995. évi jelentésében az olvasható, hogy a téli, terepi munkák során vizsgálták a csoport tagjai a barlangot, amely a barlangtani intézet kataszterében a 17-es számú barlang. Biztató a barlang iránya és képződményei. A Keleti-kőfejtő 8. sz. barlang és a Keleti-kőfejtő 17. sz. barlang irányítottsága alapján feltételezhető, hogy itt ismeretlen barlangszakaszok helyezkednek el. Elkezdték a kemény, végpontot elzáró kitöltés bontását. A barlang tetejének elülső kb. 3 m-ét lemezes kalcit alkotja. Egy helyen (a bejárat felett, ahol az üreg bányászatkor feltárult) lehet megállapítani a lemezes kalcit vastagságát. Ezen a helyen 80 cm vastag, függőleges irányítottságú és nagyon oldott.
D-i dőlésű, meredek réteglap mellett elvált, töredezett mészkőlapokból áll az alatta keletkezett barlangrész D-i fala. Átkovásodott a mészkőlapok mögött található réteg, amely megfigyelhető a törések mentén létrejött hézagokban. Hévizes oldásformák vannak a barlang mindkét falán és a mennyezeten, leginkább az É-i falon, ahol nagyméretű gömbfülkék oldódtak ki. A talpszint tömör, kaolinos és kovás kőzetlisztjébe heterogén összetételű, nagyméretű tömbök ágyazódtak. A heterogén összetételű anyag lemezes kalcitdarabokból, cseppkőkéreg darabokból, a befoglaló kőzet törött és oldott anyagából, valamint a preformáló repedés mentén átkovásodott kőzet kipergett darabjainak anyagából áll. Ez az anyag (a hévíz alá kerülés időszakaiban) cementálódott kalcittal. A talpszint anyagát eltávolították a feltáró munka elején. Egy vízszintes, 25–30 cm átlagmagasságú, a bejárattól kezdődően kb. 2,5 m hosszú légrés van a D-i fal alján. A D-i irányba lejtő légrés 0,5–1 m mélyen belátható. A légrésnél lévő talpszint süllyesztésével kezdték a kutatást. Megállapították kb. 1 m³ anyag eltávolítása után, hogy a bányafalat megközelíti a rés. Emiatt ebben az irányban nincs esély további járatrész feltárására.
Egy kovás hasadék határozza meg a barlang Ny-i végpontjának irányítottságát. A bal oldali fal oldott, a jobb oldali falon vékony réteges, vízszintes, szürke és vörös színű agyag van. Átkovásodott hasadékréteg alkotja a mennyezetet, amely a járattalpba előrefelé bukik le. Ezt az irányt követve, lefelé először kaolinos, kovás és puha kőzetliszt alkotja a kitöltést, amelyben visszaoldódott, kalcitlemezes, sugaras, kovatömbökkel váltakozó kalcittömbök ágyazódtak. Egyre inkább bekeményedik a kitöltés lejjebb haladva. Egy méterrel sikerült süllyeszteniük a talpszintet. A mélyítés kétharmadát kemény kitöltésben végezték. A bontás nagyon lassú kézi erővel. A jelentésben látható a barlangbejárat fényképe. A jelentésbe bekerült az 1995-ben rajzolt szpeleotopográfiai térkép, és egy helyszínrajz, amely 1:1000 méretarányban mutatja be a DK-i kőfejtőt. A helyszínrajzon a DK-i kőfejtő fosszíliáinak lelőhelyei vannak feltüntetve. A rajzon látható a Keleti-kőfejtő 17. sz. barlang elhelyezkedése és alaprajza, de fosszília nem került elő belőle. A jelentésben van egy vegetációtérkép, amelyen látható a barlang elhelyezkedése és alaprajza.
Az 1995. évi Földtani Közlönyben napvilágot látott tanulmányban az olvasható, hogy 1900 körül, a Pálvölgy környékén a kőbányászat intenzív lett, és emiatt tárták fel a DK-i kőfejtő barlangjait. A kőfejtő üregeinek egy részét kőbányászat után tárták fel. Kb. 250 m a jelenleg ismert járathossz a kőfejtőben. A lefejtett járathossz nehezen becsülhető meg, de legalább még egyszer ennyi lehetett. A tanulmányban Keleti-kőfejtő 16–17. sz. barlangja a barlang neve. A kőbánya ÉNy-i peremén, a bányatalptól 25 m-rel magasabban van a barlang. Kutatás alatt álló, egymással nem összefüggő barlangindikációk. A tanulmányhoz mellékelve lett a Rózsadomb és környéke barlangjainak helyszínrajza, illetve a Mátyás-hegyen lévő, K-i kőfejtő barlangjainak helyszínrajza. A két helyszínrajzon jelölve van a Keleti-kőfejtő 17. sz. barlang helye.
Kraus Sándor 1995. február 11-i feljegyzésében látható egy helyszínrajz, amelyen meg van jelölve a barlang helye. A feljegyzésben az olvasható, hogy bontás, és felszíni bejáratának homloka nagyon szép kalcitszivacs, amely a fedőkőzetig halad. Tetején lehet, hogy kalcitlemez van. Az 1996. március 24-i feljegyzésében az van írva, hogy a Malac-barlang a 212 m tszf. magasságban lévő szinten, az alsó bányaudvar Ny-i oldalának közepén van. A barlang bejárata vékony kalcitlemez. Belül, a kalcitlemezes mennyezeten látszanak kondenz üstök. A vége kovás színű, ferde záródás. Kovács Richárd (az Ariadne Karszt- és Barlangkutató Egyesület tagja) 2005-ben felmérte a barlangot, majd a felmérés adatainak felhasználásával, 2005. március 20-án megszerkesztette a Keleti-kőfejtő 17. sz. barlang (Budapest III. kerület, barlangkataszteri egység: 4763) alaprajz térképét, hossz-szelvény térképét és keresztmetszet térképét. Az alaprajz térképen megfigyelhető a keresztmetszet elhelyezkedése a barlangban. A térképlapon, az alaprajz térkép használatához jelölve van az É-i irány. A felmérés szerint a barlang 9 m hosszú, 3,6 m függőleges kiterjedésű, 1,8 m magas és 1,8 m mély.